# Sergij (Čašin)
Sergij (světským jménem: Nikolaj Nikolajevič Čašin; * 19. červen 1974, Komsomolskij) je ruský duchovní Ruské pravoslavné církve, metropolita singapurský a jihovýchodněasijský a exarcha Jihovýchodní Asie.
Je bratrem arcibiskupa Nikolaje (Čašina).

## Život
Narodil se 19. června 1974 v sídle Komsomolskij.
Dne 16. března 1993 jej biskup vladivostocký a primorský Veniamin (Puškar) postřihnul na monacha se jménem Sergij na počest svatého Sergije Radoněžského a 7. dubna jej rukopoložil na jerodiákona.
Studoval na Moskevském duchovním semináři a později na Petrohradské duchovní akademii.
Od 9. srpna 1993 byl sekretářem vladivostocké eparchie.
Dne 1. září 1995 se stal prorektorem Vladivostockého duchovního učiliště.
Dne 17. února 1996 byl rukopoložen na jeromonacha.
Roku 2000 byl povýšen na igumena a roku 2005 na archimandritu.
Dne 26. prosince 2006 jej Svatý synod zvolil biskupem ussurijským a vikářem vladivostocké eparchie. Dne 14. února 2007 byl oficiálně jmenován biskupem a o den později proběhla v chrámu Krista Spasitele v Moskvě jeho biskupská chirotonie. Světiteli byli patriarcha moskevský a celé Rusi Alexij II., metropolita krutický a kolomenský Juvenalij (Pojarkov), metropolita kalužský a borovský Kliment (Kapalin), arcibiskup blagověščenský a tyndinský Gavryjil (Stebljučenko), arcibiskup kostromský a galičský Alexandr (Mogiljov), arcibiskup istrijský Arsenij (Jepifanov), arcibiskup vladivostocký a primorský Veniamin (Puškar), arcibiskup chabarovský a priamurský Mark (Tužikov), biskup abakanský a kyzylský Ionafan (Jeleckich), biskup stavropolský a vladikavkazský Feofan (Ašurkov), biskup šarhorodský Pantelejmon (Baščuk), biskup dmitrovský Alexandr (Agrikov), biskup južnosachalinský a kurilský Daniil (Dorovskich), biskup ljuberecký Veniamin (Zaryckyj), bsilup bronnický Amvrosij (Jermakov) a biskup magnitogorský Feofilakt (Kurjanov).
Absolvoval studium teologie a religionistiky na Dálněvýchodní federální univerzitě a studium práv na Moskevské finančně-právní akademii.
Dne 12. října 2007 mu byla svěřena péče o pravoslavnou komunitu v Singapuru.
Dne 31. března 2009 se stal biskupem solněčnogorským a vikářem moskevské eparchie. Dne 1. dubna stejného roku byl jmenován vedoucím administrativního sekretariátu Moskevského patriarchátu.
Dne 22. března 2011 se stal členem Vyšší církevní rady.
Dne 26. prosince 2012 mu byla svěřena péče o věřící ve městě Kuala Lumpur.
Dne 21. října 2016 byl jmenován správcem farností ve Vietnamu, Indonésii, Kambodže, Laosu, Malajsii, Singapuru, na Filipínách, v Severní Koreji a Jižní Koreji.
Dne 20. listopadu 2016 byl povýšen na arcibiskupa.
Dne 28. prosince 2018 byl jmenován arcibiskupem singapurským a jihovýchodněasijským, exarchou Jihovýchodní Asie.
Dne 7. ledna 2019 byl povýšen na metropolitu.
Dne 23. července 2019 byl osvobozen od funkce vedoucího administrativního sekretariátu a 30. září byl vyřazen z Vyšší církevní rady.